# Arthur George Klein

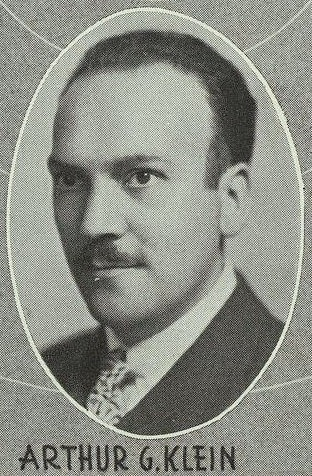
Arthur George Klein

Arthur George Klein (* 8. August 1904 in New York City; † 20. Februar 1968 ebenda) war ein US-amerikanischer Jurist und Politiker. Er vertrat zwischen 1941 und 1945 sowie zwischen 1946 und 1956 den Bundesstaat New York im US-Repräsentantenhaus.

## Werdegang
Arthur George Klein wurde Anfang des 20. Jahrhunderts in New York City geboren und wuchs dort auf. In dieser Zeit besuchte er öffentliche Schulen und das Washington Square College der New York University in New York City. 1926 graduierte er an der rechtswissenschaftlichen Fakultät der New York University. Seine Zulassung als Anwalt erhielt er 1927 und begann dann in New York City zu praktizieren. Zwischen 1935 und 1941 saß er in der Securities and Exchange Commission in Washington, D.C. und New York City. Politisch gehörte er der Demokratischen Partei an.
Er wurde in einer Nachwahl am 29. Juli 1941 im 14. Wahlbezirk von New York in das US-Repräsentantenhaus in Washington D.C. gewählt, um dort die Vakanz zu füllen, die durch den Tod von Morris Michael Edelstein entstand. Nach einer erfolgreichen Wiederwahl verzichtete er im Jahr 1942 auf eine erneute Kandidatur und schied nach dem 3. Januar 1945 aus dem Kongress aus. Am 19. Februar 1946 wurde er in einer Nachwahl im 19. Wahlbezirk von New York in den 79. Kongress gewählt, um dort die Vakanz von Samuel Dickstein zu füllen, der von seinem Sitz zurücktrat. Er wurde in den 80. Kongress gewählt und in die vier folgenden Kongresse wiedergewählt. Am 31. Dezember 1956 trat er von seinem Sitz zurück.
Er wurde zum Richter am New York State Court gewählt – eine Stellung, die er vom 1. Januar 1957 bis zu seinem Tod innehatte. Er verstarb am 20. Februar 1968 in New York City und wurde dann auf dem Mount Moriah Cemetery in Fairview (New Jersey) beigesetzt. 